# Асатіані Нугзар Платонович
Нугзар Платонович Асатіані (груз. ნუგზარ ასათიანი, нар. 16 липня 1937, Кутаїсі, Грузинська РСР, СРСР — 2 квітня 1992, Тбілісі, Грузія) — радянський фехтувальник на шаблях, олімпійський чемпіон 1964 року, чемпіон світу.

## Виступи на Олімпіадах
| Олімпіада  | Дисципліна          | Місце     |
| ---------- | ------------------- | --------- |
| Рим 1960   | індивідуальна шабля | 5 p3 r3/5 |
| Рим 1960   | командна шабля      | 5         |
| Токіо 1964 | командна шабля      | 1         |